# Mound City, Missouri
Mound City är en ort i Holt County i den amerikanska delstaten Missouri. Orten har uppskattningsvis 1 100 invånare (2015).